# Systemodon tapirinus
Il sistemodonte (Systemodon tapirinus) è un mammifero perissodattilo estinto, appartenente ai tapiromorfi. Visse nell'Eocene inferiore (circa 55 - 50 milioni di anni fa) e i suoi resti fossili sono stati ritrovati in Nordamerica. 

## Descrizione
Come molti altri perissodattili arcaici, anche Systemodon era di piccole dimensioni e l'altezza al garrese non doveva arrivare al mezzo metro. L'aspetto doveva essere simile a quello del cavallo primitivo Eohippus e a quello del paleoteride basale Hyracotherium, animali ancora poco differenziati da un ceppo originario di perissodattili, probabilmente simili ai cefalofi attuali, piccole antilopi dal dorso arcuato e dalle zampe snelle. Tra i perissodattili arcaici dell'inizio dell'Eocene nordamericano (un tempo classificati fra gli equidi primitivi), Systemodon è quello che più si avvicina alla struttura dei tapiri. Systemodon è facilmente distinguibile dalle altre forme in quanto presenta un'usura dentaria laterale estremamente sviluppata, lungo la serie continua di creste dei molari. La sinfisi mandibolare, inoltre, purché ben sviluppata era più corta rispetto a quella degli equidi basali come Eohippus. 

## Classificazione
I primi fossili di questo animale furono ritrovati nel bacino di San Juan in Nuovo Messico e vennero descritti da Edward Drinker Cope nel 1875 con il nome di Hyracotherium tapirinum. Successivamente, nel 1881 lo stesso Cope attribuì il materiale al nuovo genere Systemodon. Tuttavia, sia Wortman (1896) che Granger (1908) ascrissero questa specie al genere Hyracotherium, e da allora il genere Systemodon è caduto in disuso. Solo un'analisi operata da Froehlich nel 2002 riguardante gli equidi arcaici dell'Eocene ha permesso di riconoscere questa specie come una forma a sé stante, ben diversa dagli equidi coevi e invece simile ai tapiromorfi arcaici. 

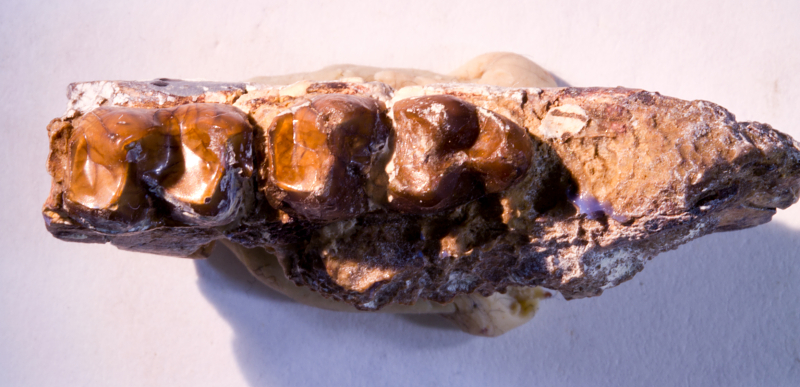
Mandibola parziale di Systemodon tapirinus

Systemodon è quindi attualmente considerato un membro basale dei tapiromorfi, in un clade con l'assai simile (o forse identico) Cymbalophus europeo. Oltre all'esemplare tipo rinvenuto in Nuovo Messico, altri fossili di Systemodon sono stati ritrovati in Wyoming e in Colorado. Al genere Systemodon potrebbe appartenere anche S. cristatus, una specie del Wyoming differente dalla specie tipo solo per la taglia maggiore.